# Бекхардт, Фриц
Фриц Бекхардт (нем. Fritz Beckhardt; 27 марта 1889 года ― 13 января 1962 года) ― немецкий лётчик-истребитель, один из асов Первой мировой войны. Из-за своего еврейского происхождения подвергался репрессиям при нацистском режиме: в люфтваффе его заслуги и семнадцать воздушных побед предпочли предать забвению, поскольку его пример противоречил утверждениям официальной пропаганды о природной трусливости евреев.

## Ранние годы
Фриц Бекхардт родился в Валлертхайме, Рейнгессен, Германия. Его отцом был Авраам Бекхардт.
До начала Первой мировой войны он работал сначала в продуктовом магазине, а затем ― на складе мужской одежды в Гамбурге. Будучи учеником у текстильщика, он работал в Бингене, Хадамаре и Гамбурге. В предвоенный период с 1907 по 1909 год он служил в 143-м пехотном полку.
В 1914 году он работал на швейной фабрике дяди в Марселе, Франция. После начала войны смог уехать в Германию.
3 августа 1914 года Бекхардт вызвался служить в 12-ю роту 31-го пехотного полка «Граф Бозе» (1. Thüringisches). 30 ноября того же года был переведён в 86-й резервный пехотный полк. За время службы в этом полку он получил Железный крест первого и второго класса.

## Служба в военно-воздушных силах

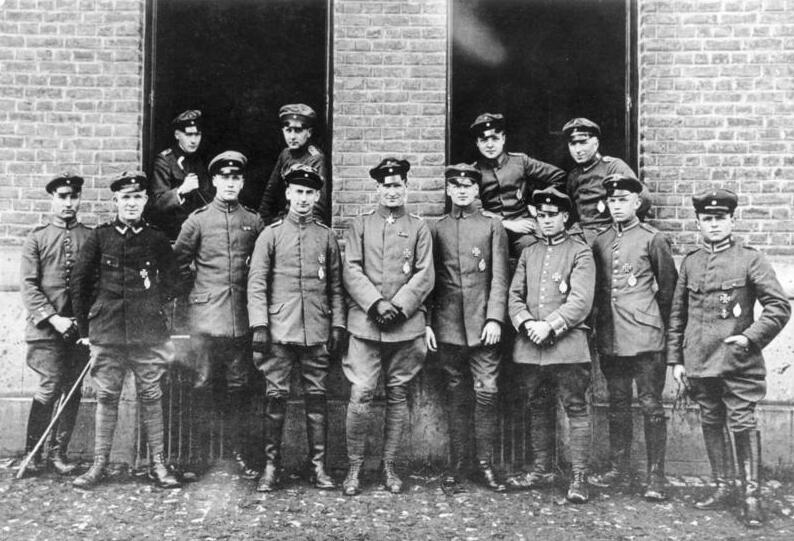
Май 1918 года. Фриц Бекхардт (крайний справа) с будущим генералом Бруно Лёрцером (в центре), его братом Фрицем Лёрцером и другими пилотами Jasta 26

Затем Бекхардт прошёл лётную подготовку в Ганновере в январе 1917 года в Flieger-Ersatz-Abteilung 5 (FEA). Позднее он был прикомандирован к FA 3; здесь же состоялось его первое оперативное назначение, продлилось с 29 августа по 14 ноября 1917 года, в рамках которого он выполнил ряд особенно продолжительных разведывательных миссий. Затем он был переведён в Schusta 11 и посещал занятия в Jastaschule 1, где повысил свою квалификацию до статуса пилота-истребителя. Затем он отправился в Jagdstaffel 26, где прослужил с 17 февраля 1918 года по 20 мая 1918 года; в Jasta 26 его сослуживцем стал Герман Геринг. Бекхардт и Геринг восемь месяцев служили на одних и тех же аэродромах и хорошо знали друг друга.
23 марта 1918 года Бекхардт подал свое первое боевое заявление о победе над Royal Aircraft Factory SE.5a, но оно не было подтверждено. 11 апреля он одержал свою первую подтверждённую победу над Royal Aircraft Factory R.E.8.
По злой иронии судьбы, личным знаком (и символом удачи) вице-фельдфебеля Бекхардта, который был изображен как минимум на трёх его самолетах, была свастика; впрочем, в то время она ещё не была апроприирована нацистами, к тому же свастика Бекхардта была повёрнута в сторону, противоположную нацистской.
11 ноября 1918 года было подписано Компьенское перемирие, положившее конец боевым действиям. Бекхардт отказался сдать свой истребитель. Вместо этого, двумя днями спустя, он полетел на своём Siemens-Schuckert D.III в Швейцарию, где был интернирован и находился вплоть до 1919 года.
К концу войны Бекхардт состоял в Лиге евреев-фронтовиков (Reichsbund jüdischer Frontsoldaten).
Бекхардт был одним из трёх немецких евреев, награжденных орденом Дома Гогенцоллернов: двумя другими были Эдмунд Натанаэль и Вильгельм Франкль. Бекхардт оказался единственным из троих, кто пережил войну. Во времена нацизма их имена были исключены из списка получателей награды. Бекхардт дважды был лично поздравлен императором Вильгельмом II за свои успехи в качестве лётчика-истребителя.

## В межвоенный период

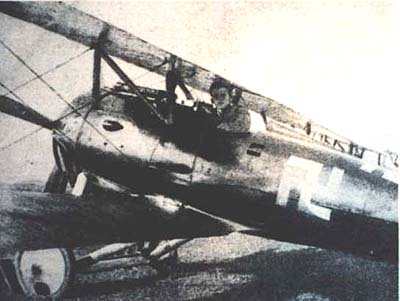
Фриц Бекхардт на своём истребителе Siemens-Schuckert D.III.

В 1926 году Бекхардт женился на Розе Эмме Нойманн в Висбадене. Затем он управлял продуктовым магазином своего тестя до 1934 года. Когда 1 апреля 1933 года нацисты начали бойкот еврейских предприятий, он переехал из пригорода Зонненберг, где он вёл дела, в центр Висбадена. Там он занимался торговлей пищевым маслом и жирами.
В 1936 году он отвёз двух братьев-евреев Фровейнов к бельгийской границе, чтобы они смогли избежать преследования гестапо. Позже Фровейны открыли кошерную бойню в Голдерс-Грин, Лондон.
В 1937 году Бекхардта обвинили в сексуальной связи с нееврейской «арийской» женщиной. 14 декабря 1937 года он был осуждён по приговору суда и отправлен в тюрьму на год и девять месяцев. После некоторого времени пребывания в тюрьме он был доставлен под охраной в концлагерь Бухенвальд, где стал заключённым № 8135. После освобождения в марте 1940 года в его досье, которое хранилось у СС, было записано, что он одержал семнадцать побед в качестве лётчика-истребителя во время Первой мировой войны.

## Вторая мировая война и более поздние годы
Судя по всему, Герман Геринг испытывал некоторую симпатию к своему старому товарищу по оружию и пытался ускорить его освобождение. За Бекхардта Герингу ходатайствовал адвокат Бертольд Гутман, который сам служил вместе с Герингом и Бекхардтом во время Первой мировой войны. Он также был евреем и умер в лагере Освенцим 29 сентября 1944 года.
Фриц и Роза Эмма Бекхардт сбежали в нейтральный Лиссабон, а оттуда в Англию. После недолгого интернирования на острове Мэн Бекхардты переехали к одному из Фровейнов, который ранее сбежал из Германии при содействии Бекхардата. В Лондоне они воссоединились со своими двумя детьми: Куртом и Сью Хильде, которые попали в Англию в рамках операции «Киндертранспорт», в проведение которой было вовлечено Движение детей-беженцев (Refugee Children's Movement, RCM). Офис RCM находился в лондонском доме Блумсбери. В состав движения входили многие еврейские и христианские организации. 

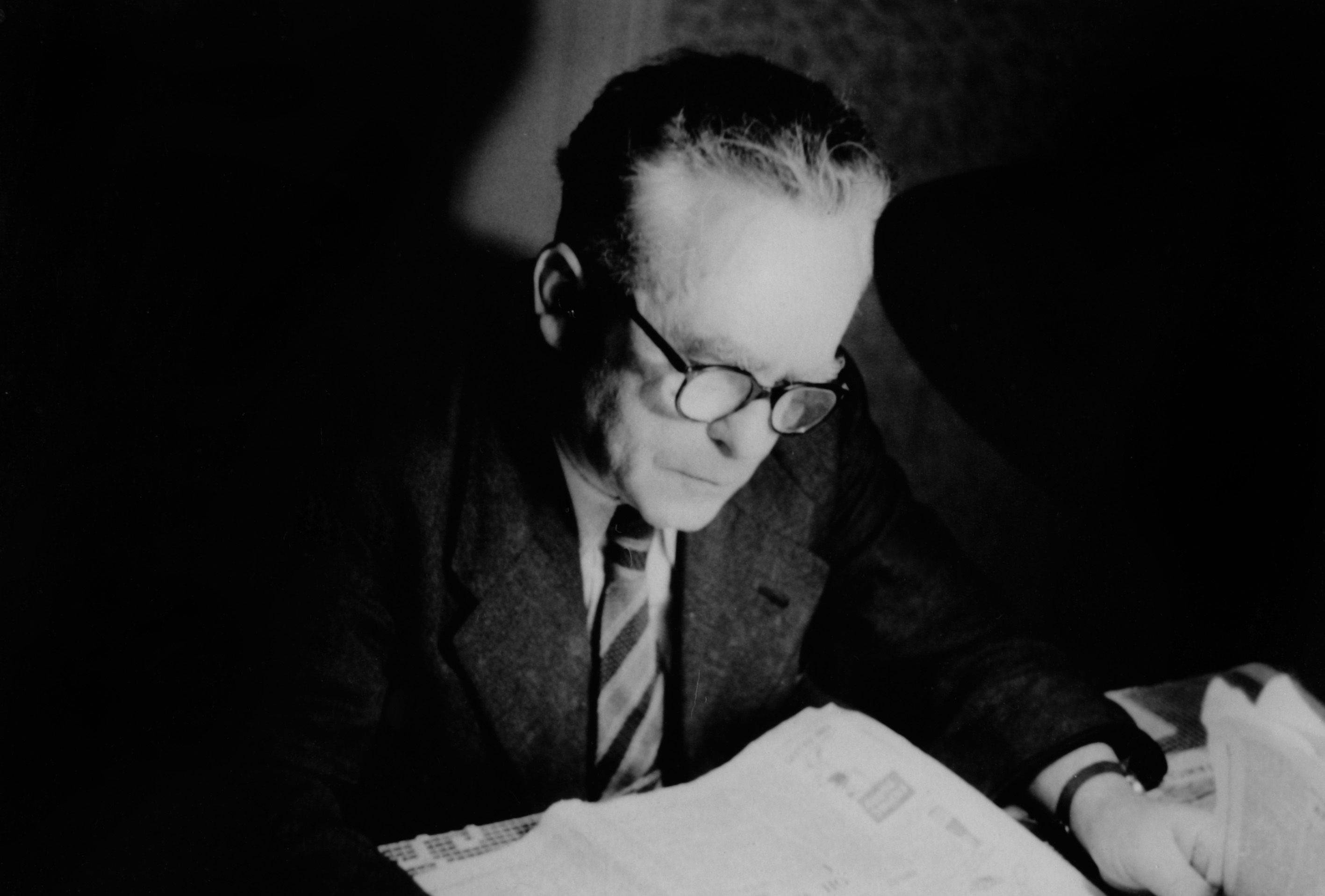
Бекхардт в поздние годы жизни. 1950-е.

В 1950 году Фриц Бекхардт вернулся в Висбаден и вернул через суд свой дом, магазин и другое имущество. Затем он и его сын Курт открыли первый в городе продуктовый магазин с самообслуживанием. Фриц Бекхардт управлял продуктовым магазином до своей смерти 13 января 1962 года. Умер, испытав несколько инсультов. Был похоронен на еврейском кладбище Висбадена, там же покоится и его супруга.
Его сын Курт жил в лагере беженцев в Бархэме, недалеко от Ипсвича, в разных общежитиях в Шеффилде и Голдерс-Грин в Лондоне, пока не вернулся с отцом в Германию. В поздние годы жизни проживал в Бонне. Его дочь Сьюз Хильде стала британской подданной в январе 1954 года и обосновалась в Лондоне.
Сын Фрица Бекхардта, Курт долгое время не говорил о еврейском происхождении собственному сыну Лоренцу, воспитав его в католической традиции. Лоренц Бекхардт узнал об истории своей семьи, когда ему исполнилось 18 лет, занялся исследованием биографии своего деда и опубликовал книгу под названием «Еврей со свастикой. Моя немецкая семья» (Der Jude mit dem Hakenkreuz. Meine deutsche Familie).

## Награды
- Королевский орден Дома Гогенцоллернов рыцарский крест с мечами (королевство Пруссия)
- Общий почётный знак (Великое герцогство Гессен).
- Железный крест (1914) I и II степени[13]
- Медаль «За отвагу» (Великое герцогство Гессен)
- Орден «За военные заслуги» (Бавария) III степени (королевство Бавария)
- Крест «За военные заслуги» (Баден)
- Чёрный нагрудный знак «За ранение» (1918)
- Почётный полевой знак (Гамбург)
- Почётный крест Первой мировой войны 1914/1918 с мечами
- Воинский почётный знак в железе.
- Знак военного лётчика (Пруссия)
- Почётный кубок для победителя в воздушном бою.